# Fabian Hörl
Fabian Hörl (* 26. Juli 1992) ist ein ehemaliger österreichischer Biathlet.

## Karriere
Fabian Hörl lebt in Saalfelden am Steinernen Meer und gehört zu einer Biathlon-Familie. Seit er sechs Jahre alt war betreibt er den Sport, seit 2010 wird er vom Österreichischen Skiverband gefördert. Er startet für den HSV Saalfelden und besuchte das Skigymnasium Saalfelden. Von 2010 bis 2013 nahm er viermal in Folge an Juniorenweltmeisterschaften teil. 2010 belegte er in Torsby den 22. Platz im Sprint und den sechsten Rang im Staffelrennen. Dies waren seine bis dahin besten Resultate. Am erfolgreichsten war Hörl 2011 in Nové Město na Moravě. Im Sprint wurde er Zehnter, 17. der Verfolgung, 13. im Einzel und mit Alexander Jakob und Thomas Haumer gewann er im Staffelrennen die Bronzemedaille. Nach weniger guten Resultaten 2012 in Kontiolahti erreichte Hörl 2013 in Obertilliach mit den Rängen zehn im Sprint und acht in der Verfolgung wieder Top-Ten-Resultate. Zudem wurde er 17. des Einzels. Bei Juniorenrennen der Europameisterschaften erreichte Hörl 2011 in Ridnaun als beste Platzierung Rang 26. des Einzels; 2012 wurde er 24. und 20. in Sprint und Verfolgung in Osrblie. 2013 verpasste er in Bansko als Viertplatzierter des Einzels eine Medaille gegen Benjamin Plaickner nur um einen Rang. Mit Christina Rieder, Lisa Hauser und Martin Huber wurde er zudem Mixed-Staffel-Fünfter.
Bei den Männern debütierte Hörl zum Auftakt der Saison 2013/14 in Idre im IBU-Cup und wurde 58. und 71. in Sprintrennen. In Beitostølen gewann er wenig später als 36. eines Sprints erstmals Punkte, in Obertilliach verbesserte er seine Bestleistung bis auf einen 15. Platz im Verfolgungsrennen. Erste internationale Meisterschaft bei den Männern wurden die Sommerbiathlon-Weltmeisterschaften 2014 in Tjumen, bei denen Hörl 26. des Sprints und 27. der Verfolgung wurde. Es folgten die Europameisterschaften 2015 in Otepää. Dort wurde er 71. des Einzels, 55. des Sprints, 49. des Verfolgungsrennens und an der Seite von Lorenz Wäger, Michael Reiter und Peter Brunner 13. des Staffelrennens.
National gewann Hörl an der Seite von Michael Reiter und Michael Hörl als Staffel Salzburg II hinter der ersten Vertretung Salzburgs den Vizemeistertitel.
In der Saison 2016/17 gab Hörl sein Debüt im Weltcup. 2018 trat er vom professionellen Biathlonsport zurück.

## Statistik

### Platzierungen im Biathlon-Weltcup
Die Tabelle zeigt alle Platzierungen (je nach Austragungsjahr einschließlich Olympische Spiele und Weltmeisterschaften).
- 1.–3. Platz: Anzahl der Podiumsplatzierungen
- Top 10: Anzahl der Platzierungen unter den ersten zehn (einschließlich Podium)
- Punkteränge: Anzahl der Platzierungen innerhalb der Punkteränge (einschließlich Podium und Top 10)
- Starts: Anzahl gelaufener Rennen in der jeweiligen Disziplin
- Staffel: inklusive Mixed- und Single-Mixed-Staffeln

| Platzierung         | Einzel | Sprint | Verfolgung | Massenstart | Staffel | Gesamt |
| ------------------- | ------ | ------ | ---------- | ----------- | ------- | ------ |
| 1. Platz            |        |        |            |             |         |        |
| 2. Platz            |        |        |            |             |         |        |
| 3. Platz            |        |        |            |             |         |        |
| Top 10              |        |        |            |             |         |        |
| Punkteränge         |        |        |            |             | 1       | 1      |
| Starts              | 1      | 2      | 1          |             | 1       | 5      |
| Stand: Karriereende |        |        |            |             |         |        |